# Hospital Nossa Senhora da Paz
O Hospital Nossa Senhora da Paz (HNSP), também conhecido como Hospital da Missão Católica do Chambungo, é um hospital confessional-privado, sem fins lucrativos, localizado no bairro de Chambungo, na cidade de Cubal, província de Benguela, em Angola.
Vinculado à Missão Católica da Santíssima Virgem-Mãe da Igreja no Cubal, segue as diretrizes do Ministério da Saúde (MINSA), trabalhando em programas e campanhas organizadas por ele, partilhando a responsabilidade de assegurar saúde aos cidadãos da sua região de influência.
Lida principalmente com patologia materno-infantil e doenças infecciosas, fornecendo internamento, ambulatório, bloco operatório e farmácia.

## Histórico
As origens do HNSP remontam ao Dispensário-Geral de Cubal, erguido em 1973 para tratar principalmente doentes acometidos por tuberculose e hanseníase. Dado que tais doenças eram de tratamento complicado e demandavam padrões de isolamento mais rigorosos, o dispensário foi construído na região de Chambungo (ou Tchambungo), à época, afastada da mancha urbana de Cubal. Neste período o dispensário já era gerido pelas irmãs Teresianas.
Em 1995 o dispensário estava bastante degradado e sem condições de continuar os atendimentos à população; neste ano, a Diocese de Benguela propôs ao governo provincial benguelino transformar o dispensário em hospital, no que foi prontamente aceito. O projeto de construção do Hospital foi financiado pela Agência Espanhola de Cooperação Internacional para o Desenvolvimento e intermediado pela ONG Manos Unidas. A primeira parte foi inaugurada em 4 de dezembro de 1997.

## Seções e serviços do hospital
Existem diferentes seções e serviços no HNSP. O hospital tem 160 leitos divididos em pediatria, maternidade e adultos. O departamento de emergência funciona 24 horas. A capacidade do centro de tuberculose e doenças infecciosas é de mais de 400 leitos. A política atual é a de não internar a menos que os casos graves, pacientes desnutridos e aqueles que moram longe e não puderam vir todos os dias para receber tratamento.

## Parcerias
O HNSP trabalha em parceria com o Hospital Vall d'Hebron, para pesquisas e desenvolvimento de novas formas de tratamento.